# Siamo una squadra fortissimi
Siamo una squadra fortissimi è un brano musicale scritto e interpretato dal cabarettista di Zelig Checco Zalone, pubblicato il 1º maggio 2006. 
Il brano è stato utilizzato come sigla della trasmissione sportiva radiofonica di Radio Deejay Deejay Football Club - Speciale Mondiali, condotta dal giornalista Ivan Zazzaroni. Il brano ha raggiunto un grande successo popolare, diventando uno dei tormentoni estivi del 2006. Questo successo è stato poi confermato quando la canzone è stata incisa su singolo: giunto alla prima posizione della classifica italiana il 14 luglio, vi è rimasto per cinque settimane, fino al 17 agosto.

## Descrizione
Diffuso principalmente attraverso il web, in cui ha registrato in poche settimane una notevole diffusione, il brano è basato su una melodia orecchiabile e su un testo grottesco e volutamente infarcito di grossolani errori grammaticali, caratteristica tipica anche del modo di parlare del personaggio interpretato da Checco Zalone nei primi anni della sua carriera artistica, un bizzarro cantante neomelodico pugliese che si esibisce durante comunioni e matrimoni. Divenuto una sorta di ironico inno non ufficiale della nazionale di calcio italiana, la vittoria degli Azzurri ai mondiali di Germania 2006 ne ha favorito la diffusione come un vero e proprio "tormentone", specialmente nella fascia d'età più giovane della popolazione.
Prendendo come spunto l'opportunità per la nazionale italiana di ben figurare nel mondiale calcistico, la canzone fa riferimento anche all'altro grande evento che ha interessato il calcio italiano nel 2006, ovvero lo scandalo di Calciopoli, prendendo di mira in particolare uno dei personaggi più rappresentativi di tale vicenda, il dirigente della Juventus Luciano Moggi:
Lo scandalo, tuttavia, secondo chi canta, non potrebbe intaccare il cammino della squadra italiana ai mondiali (come effettivamente accaduto nella realtà), in quanto, come recita il ritornello:
Se il brano da un lato contiene un grido di sana e inarrestabile anarchia, dato che le parole di Zalone recitano "Cornuti / siamo vittimi dell'albitrarità a noi contraria / ecco che noi cerchiamo di difenderci / da queste inequità così palese / grande Luciano Moggi / dacci tanti orologgi / agli albitri internazionali / si no co' cazz' che vinciamo i mondiali", dall'altro non mancano neppure citazioni non ironiche, con alcuni riferimenti all'organizzazione criminale siciliana di Cosa nostra (sempre nella primavera del 2006, quasi contemporaneamente allo scoppio dello scandalo di Calciopoli, era stato arrestato il boss mafioso Bernardo Provenzano, latitante da 43 anni), citando una fantomatica "cupola" che avrebbe interessato il mondo del calcio e includendo, in un breve passaggio musicale, le note del celebre brano della colonna sonora di Nino Rota del film Il padrino.

## Il video
Alla stregua di molti altri "tormentoni", il brano è stato ripreso e mandato in onda con frequenza pluriquotidiana da emittenti radiofoniche e televisive. Su Internet si sono in breve tempo diffuse varie cover della canzone: di particolare rilevanza quelle eseguite da noti personaggi del mondo della musica italiana, come Antonello Venditti, Carmen Consoli, Nek, Max Gazzè, Laura Pausini, Enrico Ruggeri, Eros Ramazzotti, Claudio Baglioni e Paolo Belli, e quella eseguita in versione ballad acustica dallo stesso Zalone insieme al DJ Nicola Savino di Radio Deejay, eseguita secondo lo stile inconfondibile di Pino Daniele.

## Tracce
Testi e musiche di Luca Pasquale Medici.
1. Siamo una squadra fortissimi – 2:22

## Classifiche
| Classifica (2006) | Posizione massima |
| ----------------- | ----------------- |
| Italia            | 1                 |